# Pošetilost mocných
Pošetilost mocných (ve francouzském originále La Folie des grandeurs) je francouzsko-italsko-německo-španělská filmová komedie z roku 1971. Hlavní role ztvárnili Louis de Funès a Yves Montand.

## Děj
Don Salluste (Louis de Funès) je hamižný intrikánský ministr španělského krále Karla II., kterého okrádá o zlato stejně tak, jako okrádá i jeho chudý lid. Salluste však není jediným intrikánem v královském paláci. Ostatní šlechtici plánují na krále atentát, ale nejprve se chtějí zbavit Sallusta. Ten, poté co je falešně obviněn ze zplození dítěte se služkou, musí odevzdat svůj majetek a řády králi, a palác opustit. Přísahá však, že se pomstí. K tomu chce využít nejprve svého zločineckého synovce Cesara. Když ten ale odmítne, nechá ho prodat do otroctví, a dalším adeptem na nástroj jeho pomsty se stane jeho sluha Blaze (Yves Montand). Ten je tajně zamilovaný do samotné královny, a tak Sallusta napadne, že ho využije. Plánuje dát Blase a královnu dohromady, a poté na to upozornit krále.
Ještě před tím, než Salluste opustí královský palác, představí Blazea králi a královně jako svého synovce Cesara, který se právě vrátil z Ameriky. Poté, co Blase překazí atentát na krále, je za to vyznamenán, a stává se ministrem místo Sallusta. Pro šlechtu je to však velká rána. Blase jako ministr už totiž požaduje daně i od nich, kteří je nemuseli platit několik století. Proto se stane jejich dalším terčem. Při oslavě jeho narozenin se ho snaží otrávit. Když to nevyjde, spoléhají na to, že ho zabije v koridě býk. Díky Sallustovi však všechno toto Blaze přežije. Salluste však myslí stále jen na sebe, a Blazeův život zachraňuje jen proto, aby mu ten mohl posloužit jako zbraň.
Sallustův plán je připraven. Blaze je zajat, a královna je vylákána z paláce do nočního hostince, kde na ní má Blase čekat. Salluste zatím pošle králi anonymní dopis, kde mu oznamuje, že ho královna podvádí s jeho ministrem. Plán je však narušen pravým Cesarem, který uprchl z otroctví, a také vzrušenou komornou královny, Juanou, která je do Blasea zamilovaná. Blaze se postará o to, aby král, který k hostinci míří na popud anonymního dopisu, královnu nenašel.
Král tak nakonec nalezne Blazea v posteli s Juanou, a Sallusto nemá vysvětlení proto, co se zde právě stalo. Král ho posílá do otroctví, a Blazea také, protože ten se odmítne oženit s Juanou.

## Obsazení
| Louis de Funès     | Don Salluste de Bazan |
| Yves Montand       | Blaze                 |
| Alice Sapritch     | Juana                 |
| Karin Schubert     | královna Marie Anna   |
| Alberto de Mendoza | král Karel II.        |
| Gabriele Tinti     | don Cesar             |
| Paul Préboist      | sluha "Němý"          |